# Rola-mansa
Rola-mansa ou rola-rosada (nome científico: Streptopelia roseogrisea) é uma espécie de ave pertencente à família dos columbídeos. É uma espécie encontrada no Sahel, no norte do Chifre da África e no sudoeste da Arábia. Embora viva em terras áridas, é encontrada em torno de fontes de água.
Seu nome popular em língua inglesa é "African collared dove".